# Mark Kneppers
Mark Kneppers (1966) is een Nederlandse dj en muziekproducent, ook bekend als DJ Knuppelhout of als Pim van het dj-duo Wipneus & Pim.
Aanvankelijk volgde hij de opleiding Bloemsierkunst op de Tuinbouwschool te Lisse. Nadat hij vanwege onvoldoende schoolprestaties van deze school werd verwijderd, begon hij in Heemstede met de opleiding PABO. Toen hij hier zijn propedeuse had verkregen, vervolgde hij zijn schoolcarrière in Rijswijk, alwaar hij op de Tuinbouwschool aldaar de opleiding tot bloemschikker voltooide.
Kneppers draaide in zijn studententijd reeds plaatjes in de Haagse uitgaanswereld. In zijn tijd op de PABO leerde hij Edwin van 't Schip kennen, met wie hij in 1996 het dj-duo Wipneus & Pim vormde, nadat zij samen een gelegenheidsduo hadden gevormd op een avond waar dance-klassiekers ten gehore werden gebracht. In kleding in de stijl van de jaren '70 brachten zij sindsdien "gouwe ouwe"-muziek uit verschillende stijlen die zij afwisselden met interactieve spelletjes met het publiek. Kneppers trad ook veelvuldig op op het poppodium in het Paard van Troje in Den Haag als DJ Knuppelhout.
Aan het begin van de 21e eeuw begon Kneppers met Oscar de Jong en Wim Plug met het project Kraak & Smaak. In een studio aan de Oude Vest in Leiden werkten ze in 2003 en 2004 door middel van sampling aan meerdere dancetracks. Het debuutalbum Boogie Angst volgde in 2005. De band trad sindsdien naast in Nederland ook op in België, Duitsland, Zwitserland, Australië en de Verenigde Staten. De band voorzag de film Ik omhels je met 1000 armen van muziek.
In 2008 brak de band verder door na presentatie van het album Plastic People, onder andere met het nummer Squeeze Me.
Kneppers is eigenaar van de vinyl-afdeling in muziekzaak Velvet Music aan de Nieuwe Rijn te Leiden.